# Horch 8

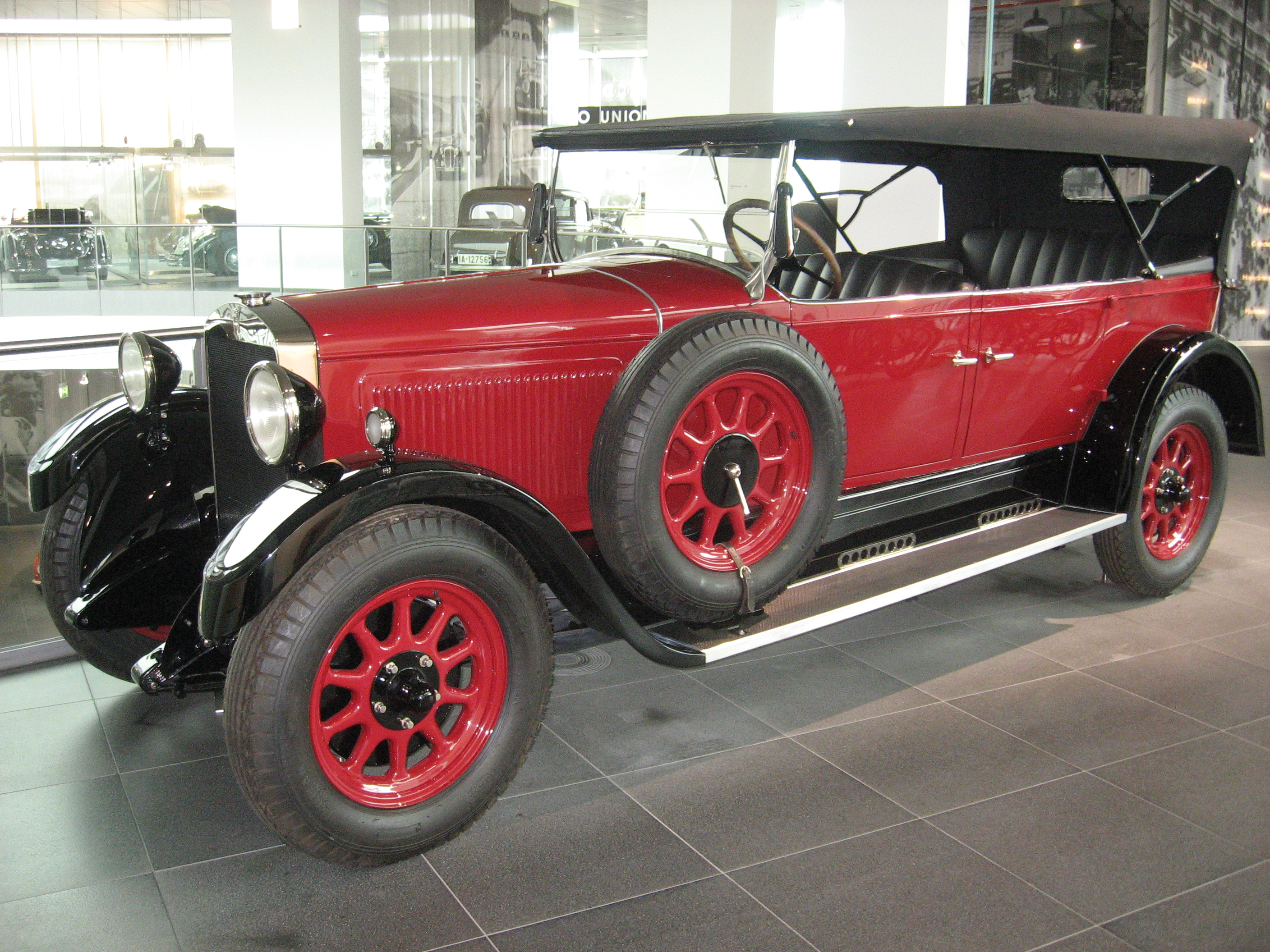
Horch 8 (тип 303)

Horch 8 — розкішні автомобілі з восьмициліндровими рядними двигунами, які виготовлялися з 1926 по 1935 роки компанією Horchwerke AG (з червня 1932 року завод Horch компанії Auto Union) у Цвікау. Модель Horch 12/60 к.с. (тип 303), представлена в 1926 році, була першим німецьким серійним автомобілем з восьмициліндровим двигуном і сервогальмом Bosch-Dewandre із всмоктуванням повітря (вакуумом).

## Двигуни
- 3132 см3 DOHC І8
- 3378 см3 DOHC І8
- 3950 см3 DOHC І8
- 3009 см3 SOHC І8
- 3137 см3 SOHC І8
- 4014 см3 SOHC І8
- 4517 см3 SOHC І8
- 4944 см3 SOHC І8